# Frank Tuttle (Regisseur)
Frank Wright Tuttle (* 6. August 1892 in New York City; † 6. Januar 1963 in Hollywood) war ein US-amerikanischer Filmregisseur, der auf dem Höhepunkt seiner Karriere einer der bestbezahlten Filmregisseure in Hollywood war. Er galt als einer der wenigen Regisseure, denen der Umstieg vom Stummfilm zum frühen Tonfilm harmonisch gelang, und wurde später als ein wichtiger Vertreter des „Film noir“ gefeiert.

## Leben
Während seiner Studienzeit an der Yale University wirkte Tuttle bereits an Aufführungen des Studententheaters als Darsteller und später auch als Regisseur mit, entschied sich aber dann nach seinem Studienabschluss für den Beruf eines Journalisten. In dieser Funktion arbeitete er auch als Redakteur für die Zeitschrift Vanity Fair, später auch als Drehbuchautor, so dass er 1921 nach Hollywood kam. Bereits 1922 begann er seine Drehbücher als Regisseur selbst zu verfilmen. Bis 1945 war er ein vielbeschäftigter Regisseur, der es insgesamt auf über 70 Filme brachte.
Während der McCarthy-Zeit sagte er im Jahr 1951 vor dem HUAC aus und identifizierte Kollegen als Kommunisten, um selbst einem Berufsverbot zu entgehen.
Er starb am 6. Januar 1963 und wurde auf dem Friedhof Westwood Memorial Park in Los Angeles beigesetzt, in unmittelbarer Nähe des Grabes des Sängers Roy Orbison.

## Filmografie (Auswahl)
- 1922: The Cradle Buster
- 1923: Second Fiddle
- 1923: Youthful Cheaters
- 1923: Puritan Passions
- 1924: Grit
- 1924: Der Maskenball des Lebens (Dangerous Money)
- 1925: A Kiss in the Dark
- 1925: Miss Bluebeard
- 1925: The Manicure Girl
- 1925: Der Teufelsjunge (The Lucky Devil)
- 1925: Die Liebesinsel (Lovers in Quarantine)
- 1926: Die schönste Frau der Staaten (The American Venus)
- 1926: The Untamed Lady
- 1926: Love ’Em and Leave ’Em
- 1926: Fünf Minuten Angst (Kid Boots)
- 1927: Blind Alleys
- 1927: Der König des Duells (Time to Love)
- 1927: One Woman to Another
- 1927: Im Rampenlicht (The Spotlight)
- 1928: Love and Learn
- 1928: Something Always Happens
- 1928: Die Jagd nach dem Glück (Easy Come, Easy Go)
- 1928: Varsity
- 1928: His Private Life
- 1929: Ein Marquis zu verkaufen (Marquis Preferred)
- 1929: The Studio Murder Mystery
- 1929: Das Haus des Schreckens (The Greene Murder Case)
- 1929: Sweetie
- 1930: Only the Brave
- 1930: Men Are Like That
- 1930: Der Schuß aus dem Dunkel (The Benson Murder Case)
- 1930: Paramount-Parade (Paramount on Parade)
- 1930: Der Liebling der Marine (True to the Navy)
- 1930: Love Among the Millionaires
- 1930: Her Wedding Night
- 1931: No Limit
- 1931: It Pays to Advertise
- 1931: Dude Ranch
- 1932: This Reckless Age
- 1932: Madame verliert ihr Kleid (This Is the Night)
- 1932: The Big Broadcast
- 1933: Dangerously Yours
- 1933: Pleasure Cruise
- 1933: Skandal in Rom (Roman Scandals)
- 1934: Meine Damen, zugehört! (Ladies Should Listen)
- 1934: Springtime for Henry
- 1934: Here Is My Heart
- 1935: All the King’s Horses
- 1935: Der gläserne Schlüssel (The Glass Key)
- 1935: Two for Tonight
- 1936: College Holiday
- 1937: Waikiki Wedding
- 1938: Doctor Rhythm
- 1939: Paris Honeymoon
- 1939: I Stole a Million
- 1939: Charlie McCarthy, Detective
- 1942: Die Narbenhand (This Gun for Hire)
- 1942: Gangsterfalle (Lucky Jordan)
- 1943: Hostages
- 1944: The Hour Before the Dawn
- 1945: Don Juan Quilligan
- 1945: Liebe im Ring (The Great John L.)
- 1946: Der Todesreifen (Suspense)
- 1946: Swell Guy
- 1950: Unterwelt von Paris (Gunman in the Streets/Le traque)
- 1951: The Magic Face
- 1955: Blutige Straße (Hell on Frisco Bay)
- 1956: Schrei in der Nacht (A Cry in the Night)
- 1959: Island of Lost Women